# ポモラヴリェ郡

ポモラヴリェ郡
Поморавски округ
Pomoravski okrug

ポモラヴリェ郡（ポモラヴリェぐん、セルビア語: Поморавски округ / Pomoravski okrug）は、セルビアの郡。中心地はヤゴディナ。郡名は郡内を通るヴェリカ・モラヴァ川（大モラヴァ川）に由来し、po (～沿いの) morava (モラヴァ川)で「モラヴァ川沿岸地域」の意味である。

## 基礎自治体
郡には6つの基礎自治体がある。
郡庁所在地のヤゴディナのみが市（град / grad）で、残りの自治体はオプシュティナ（општина / opština）である。市は、ヴォイヴォディナ自治州・旧コソボ・メトヒヤ自治州を含めるとセルビア全土に24存在し、より強い自治権を有する。オプシュティナは日本の町・村に相当する。
- ヤゴディナ（Jagodina）
- チュプリヤ（Ćuprija）
- パラチン（Paraćin）
- スヴィライナツ（Svilajnac）
- デスポトヴァツ（Despotovac）
- レコヴァツ（Rekovac）

## 人口
2002年の国勢調査による民族別の人口構成は次の通りである。
- セルビア人 = 218,454
- ヴラフ人 = 2,049
- ロマ = 1,591

## 文化
19世紀の建築が残されており、それ以前の時代の遺構もハイドゥク・ヴェリコ(en:Veljko Petrović)の邸宅や、ミロシュ・オブレノヴィチにより寄進された大天使ミカエル教会など、多く残されている。
17世紀、ジュラジ・ブランコヴィチの統治下で建設されたヨシャニツァ修道院は、この地域で最も優れた中世の建築物とされている。チュプリヤの郊外には1375年から1377年にかけて造られたラヴァニツァ修道院と被昇天教会(皇太子ラザル・フレベリャノヴィチの寄進による)がある。ラザルがコソボの戦いで没した後、彼の聖遺物は1690年までそこにあり、その後3世紀にわたるセルビア人の移動と共に各地を回り、現在は再びこの修道院に収められている。